# پل تاریخی لیلان
پل تاریخی لیلان مربوط به دوره صفوی است و در شهرستان ملکان، بر روی رودخانه لیلان چای واقع شده و این اثر در تاریخ ۹ اردیبهشت ۱۳۸۲ با شمارهٔ ثبت ۸۳۹۳ به‌عنوان یکی از آثار ملی ایران به ثبت رسیده است.